# ستيفن ألان
ستيفن ألان (بالإنجليزية: Stephen Allan)‏ هو لاعب غولف أسترالي، ولد في 18 أكتوبر 1973 في ملبورن في أستراليا.

## وصلات خارجية
- ستيفن ألان على موقع رابطة لاعبي الغولف المحترفين (الإنجليزية)
- ستيفن ألان على موقع رابطة أوروبا للاعبي الغولف المحترفين (الإنجليزية)
- ستيفن ألان على موقع التصنيف العالمي الرسمي للغولف (الإنجليزية)